# Casa Ottelli
Casa Ottelli è un palazzo storico di Brescia, situato in corso Palestro, all'angolo con corso Martiri della Libertà. Costruito nel 1932, presenta murati in facciata due bassorilievi di Angelo Righetti.

## Storia
La palazzina viene progettata nel 1932 dall'architetto Gerolamo Uberti su commissione del farmacista Giuseppe Ottelli. Nel medesimo anno, ultimato il cantiere, la facciata viene arricchita da bassorilievi di Angelo Righetti, scultore bresciano che aveva da poco conquistato una certa fama in città dopo l'esecuzione delle opere plastiche di piazza della Vittoria.
Durante la seconda guerra mondiale viene sfiorata dai bombardamenti, che distruggono invece il palazzo dall'altra parte della strada. Venduta in seguito dal farmacista Ottelli, l'interno è stato frazionato e ospita oggi una serie di esercizi commerciali e appartamenti.

## Descrizione
L'edificio, dalla pianta leggermente a cuneo, marca in modo monumentale il crocevia tra corso Palestro e corso Martiri della Libertà. Il prospetto, dalle linee unitarie, si compone di un possente basamento a bugnato sul quale si impostano i successivi tre piani dell'abitazione, conclusi in sommità da una spessa fascia aggettante. Sulla linea d'angolo si concentra il pregio architettonico dell'edificio: la finestra centrale, sovrapposta al portale curvilineo incorniciato da colonne di ordine ionico, è arricchita dai due bassorilievi citati, collocati in funzione di stipite. Sopra di essa si apre un'altra finestra con balcone, incorniciata da una spessa architettura marmorea.
Le due opere sono state realizzate dallo scultore bresciano Angelo Righetti che, proprio negli anni Trenta, si afferma pienamente nel panorama artistico cittadino, soprattutto grazie al fatto di essere stato scelto da Marcello Piacentini, assieme ad altri pochi artisti, per curare la decorazione plastica dei palazzi edificati intorno a piazza della Vittoria. I bassorilievi rappresentano in modo allegorico il Commercio e l'Ospitalità, con rimando alle principali occupazioni del committente.